# Maltitol
Maltitol je šećerni alkohol (poliol) koji se koristi kao zaslađivač. On ima oko 75-90% slatkoće saharoze (stonog šećera) i skoro identična svojstva, izuzev karamelizacije. On se koristi kao zamena šećera jer ima manju kalorijsku vrednost, ne doprinosi raspadanju zuba, i u manjoj meri utiče na nivo krvne glukoze. U hemijskom pogledu, maltitol je poznat kao 4-O-α-glukopiranozil--sorbitol. On je poznat pod tržišnim imenima Lesys, Maltisweet i SweetPearl.

## Proizvodnja i upotreba
Maltitol je disaharid koji se proizvodi hidrogenacijom maltoze dobijene iz skroba. Njegova velika slatkoća omogućava njegovu upotrebu vez mešanja sa drugim zaslađivačima. On manifestuje zanemarljiv efekat hlašenja (pozitivna toplota rastvaranja) u poređenju sa drugim šećernim alkoholima.